# Pop & Roll
Pop & Roll – drugi album studyjny polskiego piosenkarza Dawida Kwiatkowskiego. Wydawnictwo ukazało się 19 listopada 2014 roku nakładem wytwórni płytowej My Music. Nazwa albumu pochodzi od połączonych na płycie stylów muzycznych – muzyki popowej oraz rockowej. Wydawnictwo promowane jest singlem „Jak to?”, do którego powstał teledysk, zrealizowany w Barcelonie. Za miks oraz produkcję muzyczną albumu odpowiadał Patryk Tylza. Mastering zrealizował Blake La Grange, znany ze współpracy z takimi wykonawcami jak Kiss, Kanye West czy P.O.D. Album uzyskał status złotej płyty w 24 godziny od ukazania się w przedpremierowej sprzedaży. Płyta następnie osiągnęła status platynowej, po przekroczeniu nakładu 30 tysięcy sprzedanych egzemplarzy.

Jest w stu procentach moja. Dokładnie taka, jaka miała być w zamierzeniu – wywołująca uśmiech i tupanie nogą. Pomieszaliśmy różne style, chcieliśmy, żeby materiał z płyty był bardzo koncertowy. Taki też wyszedł, a ja myślę, że ten album będzie blisko moich fanów, bo taki miał być. Szczery i pozytywny, tryskający nadzieją i mocą, która jest potrzebna każdemu.

## Lista utworów
Opracowano na podstawie materiału źródłowego.
| 1.  | „Pop&Roll”          | 4:13  |
|     |                     |       |
| 2.  | „Twoja wina”        | 2:51  |
|     |                     |       |
| 3.  | „Jak to?”           | 2:59  |
|     |                     |       |
| 4.  | „Mogę wszystko”     | 3:41  |
|     |                     |       |
| 5.  | „Szepczę”           | 3:39  |
|     |                     |       |
| 6.  | „Tylko ciebie chcę” | 3:40  |
|     |                     |       |
| 7.  | „Wiem że”           | 3:32  |
|     |                     |       |
| 8.  | „Nasze miasto”      | 2:21  |
|     |                     |       |
| 9.  | „Czas”              | 3:44  |
|     |                     |       |
| 10. | „Nie zmienisz mnie” | 2:56  |
|     |                     |       |
| 11. | „Morze łez”         | 2:56  |
|     |                     |       |
| 12. | „Afraid”            | 3:14  |
|     |                     |       |
|     |                     | 39:46 |
|     |                     |       |

## Pozycje na listach
| Lista (2014) | Najwyższa pozycja |
| ------------ | ----------------- |
| OLiS         | 1                 |